# Ginnastica ai Giochi della XV Olimpiade - Concorso a squadre maschile
La competizione del  concorso a squadre maschile di Ginnastica artistica dei Giochi della XV Olimpiade si è svolta al Töölö Sports Hall di Helsinki dal 19 al 21 luglio 1952.

## Risultati
Otto atleti per squadra. I cinque migliori punteggi ottenuti degli atleti nelle singole prove contavano per la classifica finale.
| Pos.    | Nazione          | Atleta | Punteggi (Liberi/Obbligatori) | Punteggi (Liberi/Obbligatori) | Punteggi (Liberi/Obbligatori) | Punteggi (Liberi/Obbligatori) | Punteggi (Liberi/Obbligatori) | Punteggi (Liberi/Obbligatori) | Punti Totali |
| Pos.    | Nazione          | Atleta | C.Libero                      | Cavallo                       | Anelli                        | Volteggio                     | Parallele                     | Sbarra                        | Punti Totali |
| ------- | ---------------- | --- | ----------------------------- | ----------------------------- | ----------------------------- | ----------------------------- | ----------------------------- | ----------------------------- | ------------ |
| Oro     | Unione Sovietica | Viktor Čukarin, Hrant Šahinyan, Valentin Muratov, Evgenij Korol'kov, Vladimir Beljakov, Iosif Berdiyev, Michail Perl'man, Dmytro Leonkin             | 46,15 43,85                   | 48,75 47,50                   | 47,95 46,50                   | 46,30 47,10                   | 47,80 48,50                   | 47,35 48,35                   | 574,35       |
| Argento | Svizzera         | Josef Stalder, Hans Eugster, Jean Tschabold, Jack Günthard, Melchior Thalmann, Ernst Gebendinger, Hans Schwarzentruber, Ernst Fivian                 | 43,85 46,20                   | 47,50 46,30                   | 46,50 46,45                   | 47,10 46,45                   | 48,50 46,75                   | 48,35 48,25                   | 567,50       |
| Bronzo  | Finlandia        | Onni Lappalainen, Berndt Lindfors, Paavo Aaltonen, Kaino Lempinen, Heikki Savolainen, Kalevi Laitinen, Kalevi Viskari, Olavi Rove                    | 46,20 43,70                   | 46,30 47,50                   | 46,45 45,90                   | 46,45 46,65                   | 46,75 47,50                   | 48,25 48,00                   | 564,20       |
| 4       | Germania         | Helmut Bantz, Adalbert Dickhut, Theo Wied, Alfred Schwarzmann, Hans Pfann, Erich Wied, Friedel Overwien, Jakob Kiefer                                | 43,70 46,75                   | 47,50 45,00                   | 45,90 45,45                   | 46,65 47,20                   | 47,50 46,65                   | 48,00 46,65                   | 561,20       |
| 5       | Giappone         | Takashi Ono, Masao Takemoto, Tadao Uesako, Akitomo Kaneko, Tetsumi Nabeya                                                                            | 46,75 45,85                   | 45,00 47,25                   | 45,45 45,85                   | 47,20 46,20                   | 46,65 46,60                   | 46,65 46,25                   | 556,90       |
| 6       | Ungheria         | Lajos Sántha, Ferenc Pataki, József Fekete, Károly Kocsis, Ferenc Kemény, Sándor Réthy, Lajos Tóth, János Mogyorósi-Klencs                           | 45,85 45,65                   | 47,25 46,90                   | 45,85 47,00                   | 46,20 46,15                   | 46,60 46,85                   | 46,25 45,95                   | 555,80       |
| 7       | Cecoslovacchia   | Ferdinand Daniš, Zdeněk Růžička, Josef Svoboda, Leo Sotorník, Josef Škvor, Jindřich Mikulec, Vladimír Kejř, Miloš Kolejka                            | 45,65 42,90                   | 46,90 45,40                   | 47,00 43,80                   | 46,15 46,35                   | 46,85 45,95                   | 45,95 46,90                   | 555,55       |
| 8       | Stati Uniti      | Edward Scrobe, Robert Stout, William Roetzheim, Donald Holder, Jack Beckner, Charles Simms, Walter Blattmann, Vincent D'Autorio                      | 42,90 45,25                   | 45,40 45,60                   | 43,80 46,40                   | 46,35 45,45                   | 45,95 45,55                   | 46,90 45,60                   | 543,15       |
| 9       | Bulgaria         | Mincho Todorov, Vasil Konstantinov, Dimitar Yordanov, Nikolay Milev, Todor Todorov, Nikolay Atanasov, Iliya Topalov, Stoyan Stoyanov                 | 45,25 43,75                   | 45,60 46,00                   | 46,40 45,40                   | 45,45 44,85                   | 45,55 45,10                   | 45,60 43,45                   | 540,90       |
| 10      | Italia           | Guido Figone, Littorio Sampieri, Luigi Zanetti, Orlando Polmonari, Fabio Bonacina, Arrigo Carnoli, Silvio Brivio, Quinto Vadi                        | 43,75 42,00                   | 46,00 44,95                   | 45,40 41,65                   | 44,85 46,35                   | 45,10 46,35                   | 43,45 45,10                   | 537,55       |
| 11      | Austria          | Johann Sauter, Ernst Wister, Wolfgang Girardi, Willi Welt, Franz Kemter, Paul Grubenthal, Friedrich Fetz, Hans Friedrich                             | 42,00 42,50                   | 44,95 43,40                   | 41,65 42,80                   | 46,35 45,45                   | 46,35 46,40                   | 45,10 42,60                   | 535,40       |
| 12      | Francia          | Michel Mathiot, Raymond Dot, André Weingand, Raymond Badin, René Changeat, Georges Floquet, Jean Guillou, Marcel de Wolf                             | 42,50 45,70                   | 43,40 43,70                   | 42,80 45,40                   | 45,45 45,15                   | 46,40 44,55                   | 42,60 44,70                   | 534,90       |
| 13      | Polonia          | Szymon Sobala, Paweł Świętek, Paweł Gawron, Zdzisław Lesiński, Paweł Gaca, Jerzy Jokiel, Ryszard Kucjas, Jerzy Solarz                                | 45,70 43,50                   | 43,70 41,45                   | 45,40 44,35                   | 45,15 46,25                   | 44,55 44,60                   | 44,70 43,60                   | 529,10       |
| 14      | Norvegia         | Mathias Jamtvedt, Alf Olsen, Alf Nørgaard, Arne Knudsen, Georg Johansen, Odd Lie, Magne Kleiven, Ernst Madland                                       | 43,50 42,05                   | 41,45 42,40                   | 44,35 44,30                   | 46,25 45,85                   | 44,60 44,15                   | 43,60 44,45                   | 525,30       |
| 15      | Danimarca        | Poul Jessen, Volmer Thomsen, Frederik Jensen, Børge Nielsen, Bjarne Jørgensen, Børge Minerth, Gunnar Pedersen                                        | 42,05 41,70                   | 42,40 37,05                   | 44,30 42,45                   | 45,85 45,60                   | 44,15 44,60                   | 44,45 41,45                   | 524,70       |
| 16      | Egitto           | Mahmoud Safwat, Ahmed Issam Allam, Magdy Gheriani, Ahmed Khalil El-Giddawi, Ragai Youssef, Mohamed Sayed Hamdi, Mahmoud Mohamed Reda, Ali Zaky Attia | 41,70 44,65                   | 37,05 39,80                   | 42,45 36,25                   | 45,60 46,25                   | 44,60 45,40                   | 41,45 44,65                   | 514,90       |
| 17      | Svezia           | Anders Lindh, Arne Carlsson, Kurt Wigartz, Börje Stattin, William Thoresson, Nils Sjöberg, Erich Peters                                              | 44,65 41,50                   | 39,80 39,05                   | 36,25 40,85                   | 46,25 44,25                   | 45,40 44,20                   | 44,65 42,35                   | 514,20       |
| 18      | Lussemburgo      | Joseph Stoffel, Armand Huberty, Jean Kugeler, Marcel Coppin, Hubert Erang, René Schroeder                                                            | 41,50 41,30                   | 39,05 38,20                   | 40,85 40,70                   | 44,25 45,95                   | 44,20 43,85                   | 42,35 39,55                   | 503,25       |
| 19      | Jugoslavia       | Dušan Furlan, Ede Mađar, Sreten Stefanović, Ivica Jelić, Ivan Čaklec, Franjo Jurjević, Antun Kropivšek, Karel Janež                                  | 41,30 42,70                   | 38,20 38,80                   | 40,70 43,00                   | 45,95 42,35                   | 43,85 42,50                   | 39,55 32,85                   | 503,00       |
| 20      | Romania          | Frederic Orendi, Andrei Kerekeş, Mihai Botez, Francisc Cociş, Eugen Balint, Carol Bedö, Zoltan Balogh, Aurel Loşniţă                                 | 42,70 37,80                   | 38,80 40,90                   | 43,00 43,60                   | 42,35 44,15                   | 42,50 42,80                   | 32,85 40,95                   | 499,85       |
| 21      | Gran Bretagna    | Frank Turner, Jack Whitford, Kenneth Buffin, George Weedon, Graham Harcourt, Peter Starling                                                          | 37,80 37,95                   | 40,90 40,55                   | 43,60 40,85                   | 44,15 41,10                   | 42,80 39,95                   | 40,95 43,30                   | 490,50       |
| 22      | Saar             | Arthur Schmitt, Walter Müller, Rolf Lauer, Heinz Ostheimer, Norbert Dietrich, Fred Wiedersporn                                                       | 37,95 37,30                   | 40,55 33,45                   | 40,85 31,15                   | 41,10 35,40                   | 39,95 35,45                   | 43,30 31,85                   | 481,80       |
| 23      | Portogallo       | Manuel Gouveia, Joaquim Granger, Manuel Prazeres, Raúl Caldeira, António Leite, Manuel Cardoso                                                       | 37,30 47,95                   | 33,45 48,05                   | 31,15 49,30                   | 35,40 47,80                   | 35,45 49,00                   | 31,85 47,95                   | 428,65       |